# Budapesti gettó
A budapesti gettó a Szálasi-kormány idején a fővárosi zsidóság jelentős részének elkülönítésére, koncentrálására létrehozott intézmény és kényszerlakhely volt. Vajna Gábor belügyminiszter 1944. november 29-én kiadott rendeletére alakították meg Budapest VII. kerületében. A gettó 1944 novemberének legutolsó napjaitól 1945. január 17-éig, a szovjet Vörös Hadsereg alakulatainak megérkezéséig állt fenn.
Területén több ezer ember lelte halálát, a nyilas terrort és a város ostromát pedig – megalázás, rettegés, nélkülözés és maradandó sérülések árán – több tízezer ember élte túl.

## Előzmények
Közvetlenül Magyarország német megszállása (1944. március 19.) után, már április elején fölmerült az egybefüggő területű budapesti gettó felállításának terve, de ezt akkor elvetették. Zsidók gettóba költöztetését hivatalosan és az egész országra érvényesen az április 28-án kiadott 1944. évi 1.610 M.E. miniszterelnöki rendelet tette lehetővé. A gettósítást azonban már korábban, április 7-én eldöntötték és Kárpátalján április 16-án meg is kezdték.
Budapesten kezdetben még nem alakítottak ki gettót. Ehelyett Farkas Ákos polgármester 1944. június 15-én leiratban írta elő, hogy a hivatalosan zsidónak minősülő budapesti lakosok csillagos házakban kötelesek lakni. A június 17-én kiadott rendeletekben kerületenként kijelölték a csillagos (a kapukra kitűzött hatágú sárga csillaggal megjelölt) házakat, ahová néhány nap alatt kellett átköltözni, de az eredeti határidőt pár nappal megtoldották. Az átköltözés június 24-ére lényegében befejeződött.
A korábban helyi gettókba kényszerített vidéki zsidók tömegeit ekkor már tehervagonokból álló szerelvények szállították német koncentrációs táborokba, többnyire Auschwitz-Birkenau-ba. Amikor a budapestiekre került volna a sor, Horthy Miklós kormányzó július 7-én leállíttatta a további deportálást. A csillagos házakba zsúfolt fővárosi zsidóság jogfosztva és megszorításokkal, de létében közvetlenül nem fenyegetve élt tovább. Augusztus folyamán ugyan két alkalommal is tervezték vidéken létesítendő (vagy németországi) táborokba deportálásukat – körülbelül augusztus 5., illetve 25. volt a két határidő –, ám ezek a tervek meghiúsultak. Az utóbbi részben azért, mert Románia augusztus 23-án bejelentette „kiugrását”, szembefordulását a tengelyhatalmakkal. Hasonló lépésre a magyar vezetés csak októberben határozta el magát, de a „kiugrás” nem sikerült: az 1944. október 15-én végrehajtott puccsal Szálasi Ferenc nyilaskeresztes pártja került hatalomra. A zsidóság jogfosztása és Budapesten immár tömeges mészárlásokba is torkolló üldözése újult erővel folytatódott.
A fiatal és a középkorú zsidó (vagy hivatalosan zsidónak minősülő) férfiak jelentékeny része munkaszolgálatos volt, egy részük a frontvonalon, másik részük itthon teljesített szolgálatot. Sok civil zsidó lakost, köztük nőket is rendeleteben köteleztek védelmi munkákra, sáncásásra. A sárga csillagos házakban maradtak közül a nyilasok ezreket hurcoltak el és az óbuda-újlaki téglagyárban kialakított gyűjtőtáborból gyalogmenetekben indítottak a nyugati határ felé. A szerencsésebbek vagy jó kapcsolatokkal rendelkezők semleges államok külképviseletétől, illetve a Nemzetközi Vöröskereszttől mentesítést, védlevelet tudtak szerezni. Számukra november első felében a Szent István park környékén „védett” házakat alakítottak ki. Ezeket nevezték „kis” gettónak vagy gyakrabban „nemzetközi” gettónak.

## Létrehozása
1944. november 18-án a zsidó közösséget irányító Zsidó Tanáccsal hivatalosan közölték, hogy a csillagos házak lakóinak a VII. kerületben kialakítandó egybefüggő területű gettóba kell összeköltözniük. A következő napokban a részletek tisztázása folyt; az életfeltételek biztosításáról, a várható problémák megoldásáról a tanács tagjai tárgyalásokat folytattak a belügyi szervekkel, a semleges államok követségeivel és a Nemzetközi Vöröskereszt képviselőivel is.
A budapesti gettó létesítését előíró 8935/1944. B.M. rendeletet Vajna Gábor nyilas belügyminiszter adta ki november 29-én, ebben a terület alaprajzát is feltüntették. A rendelet kimondta, hogy a Budapesten élő, sárga csillag viselésére kötelezett zsidóknak a VII., Dohány utca, Nagyatádi Szabó István utca (ma: Kertész utca), Király utca, Csányi utca 3–6. szám, Rumbach Sebestyén utca 17–19. szám, Madách Imre út, Madách Imre tér, Károly király út (ma: Károly körút) által határolt kb. 0,3 km²-es területre kell összeköltözniük. Az átköltözések végső határideje december 7. volt. Az ott élő nem zsidó személyeknek lakásukat (cserelakás ellenében) el kellett hagyniuk. A kijelölt körzetben összesen 162 csillagos ház volt; a határt alkotó utcákra néző házak nem tartoztak a kijelölt területhez.
A gettót magas deszkapalánkkal vették körül és december 10-én lezárták. Területét csak különleges esetekben (például kórházi kezelés, temetés miatt), illetve csak a kijelölt személyek hagyhatták el. Négy központi kapuját fegyveresek őrizték. A beköltözők a központi fekvésű Klauzál térre érkeztek, ahol ékszereiket, értéktárgyaikat elkobozták.
Eredetileg kb. 63 000 zsidó lakos, zömmel idősek és 16 éven aluliak elhelyezésével számoltak, így átlagosan 14 személy jutott egy szobára. December első napjaiban a gettóban „csak” kb. 33 000 zsidó tartózkodott, de a beköltöztetés folytatódott, és többnyire ide hozták be a nyilas razziákon fennakadt személyeket is. Szökött munkaszolgálatosok is gyakran itt találtak menedéket. A hónap második felében a védett gyermekotthonokból – a Vöröskereszt tiltakozása ellenére – fokozatosan több ezer gyermeket szállítottak át a gettóba. Január 5-én és 6-án az egyre romló életkörülmények miatt Raoul Wallenberg kérésére a „nemzetközi gettó” menlevéllel rendelkező zsidó lakosai közül kb. tízezer fő költözött át a „nagy” gettóba, melynek lélekszáma januárban már megközelítette a 70 000 főt.

## Élet a gettóban
A Zsidó Tanács a gettó területét tíz igazgatási körzetre osztotta. A körzetek élére elöljárókat és minden épületbe házparancsnokot nevezett ki, meghatározott feladatok ellátására. A lakások rendjére lakásparancsnokok felügyeltek. A tanács saját gettórendészetet is szervezett, ez a belső rend fenntartására szolgált. A nyilas csoportok gyakori betörései ellen azonban nem nyújtott védelmet, melyek fosztogatással, több esetben gyilkossággal párosultak. Január közepén egy gyilkosságokkal végződött nyilas betörést követően a hasonló esetek megelőzésére száz rendőrt vezényeltek a gettóba.
A lakóhelyiségek rendkívül zsúfoltak, a tisztálkodási feltételek minimálisak voltak. A vízhálózat akadozva vagy egyáltalán nem működött. Vizet a szomszédos házakból vagy a megnyitott természetes kutakból kellett hordani. Fürdésre szinte egyáltalán nem volt lehetőség.
Mindennél nagyobb gondot jelentett az élelmiszerhiány. December elején hivatalosan megállapítottak egy nagyon szűkös élelmiszer-fejadagot, kenyérből pl. személyenként naponta 150 g jutott. A kenyeret kezdetben a gettón kívülről szállították, később a Nemzetközi Vöröskereszt által biztosított lisztből a gettó kisebb pékségeiben sütötték. Az élelmiszer-ellátás akadozott, a szállítmányokat megcsapolták, ezért december 8-ától a beszerzést és az elosztást külön bizottság ellenőrizte. A napok múlásával és a lélekszám növekedésével azonban az élelmezést egyre nehezebben tudták biztosítani. Három nagy és több kisebb közkonyha működött, amikor és ameddig megkapták a hozzávalót és a tüzelőt. December 27-ére Budapest körül bezárult a szovjet ostromgyűrű, és ettől kezdve a város, különösen a gettó élelmiszerhelyzete kritikussá vált.
Ahogy közeledett a front, a sűrűsödő ágyútűz ezt a városrészt sem kímélte, több épület is találatot kapott. A gettólakók egyre hosszabb időre a levegőtlen, összezsúfolt óvóhelyekre kényszerültek. Az idősek és betegek ápolását erősen behatárolta a gyógyszerhiány. A gettón kívüli két komolyabb zsidó szükségkórházat külön engedéllyel a gettólakók is igénybe vehették, de az ottani elhelyezés és az ellátás színvonala annyira leromlott, hogy többen az öngyilkosságba menekültek. A gettó halottait decemberben még a „kinti” izraelita temetőkbe szállították, később azonban az utcai harcok miatt már erre sem volt lehetőség. A hosszas nélkülözés és főként az éhezés egyre több áldozatot követelt. A holttesteket elkülönített helyeken, a Kazinczy utca 40. szám alatti rituális fürdőben, a Klauzál téren és a Dohány utcai zsinagóga udvarán is, halomba rakva tárolták. Járvány kitörését csak a hideg akadályozta meg.

## Felszabadulása
Az utolsó napokban a gettó elpusztításától is tartani lehetett. Az egyik hírek szerint a németek esetleg le akarták bombázni a gettót, mielőtt a szovjetek odaérnek. Egy másik lehetőségről Szalai Pál, a nyilaskeresztes párt rendőrségi összekötője a háború utáni népbírósági tárgyalásán számolt be. Elmondása szerint két nappal a gettó felszabadulása előtt értesítést kapott, hogy a Royal Szállóban 500 német katona és 22 nyilas áll készenlétben, és további 200 rendőr bevonásával éjszaka a gettóban tömegmészárlást akarnak végrehajtani. Szalai Pál azonnal fölkereste Gerhard Schmidhuber német páncéloshadosztály parancsnokot, aki az egészről semmit nem tudott, és akit sikerült rábeszélnie, hogy az akciót akadályozza meg. Ez a történet azonban egymásnak ellentmondó vallomásokra alapul és több történész szerint is csak korabeli pletyka volt a gettó megsemmisítése és nem egy valós terv.
1945. január 17–18-án a Vörös Hadsereg elérte a pesti oldal belvárosi kerületeit. A harcok Budán tovább folytatódtak, de a pesti gettó felszabadult, fegyveres őrsége eltűnt. A téli hidegben a terület köré vont palánkot szinte azonnal tűzifának használták fel. Az ostromot 68 000-en élték túl; a gettó felszabadulása után megközelítőleg 3000 temetetlen holttestet találtak, ezek többségét a Dohány utcai zsinagóga mellett, tömegsírokban földelték el. A szovjetek a felszabadult gettó lakóinak egy részét elvitték málenkij robotra, ahonnan sokan sosem tértek már vissza. A felszabadulás évfordulójára 2025-ben emlékmű is készült Erzsébetvárosban.